# Mohamed Fekrane
Mohamed Fekrane (en arabe : محمد فكران), né le 17 juillet 1972 à Tonnerre (Yonne) en France, est un réalisateur, producteur et scénariste franco-marocain.
Il se fait remarquer en 2010 avec un premier court-métrage historique, Ensemble, qui relate la résistance de la mosquée de Paris sous l'occupation allemande et qui est projeté au Festival de Cannes 2011 dans le cadre de la sélection Banlieuz'art. Il sort son premier long métrage, Dernier Round, le 28 décembre 2022 en salle au Maroc ,,.